# Korn- og Foderstof Kompagniet
Korn- og Foderstof Kompagniet (KFK) var en dansk virksomhed indenfor grovvarebranchen. Virksomheden blev grundlagt i Aarhus i 1896 af 12 forretningsfolk og udviklede sig i sin levetid til at blive en af de største danske grovvarevirksomheder med filialer i flere af de større danske byer. KFK blev i 1913 omdannet til aktieselskab og børsnoteret og blev i løbet af sin levetid en af de største arbejdsgivere i Aarhus. I 2002 blev selskabets landbrugsaktiviteter solgt fra, og selskabet skiftede navn til Treka A/S, der drev de resterende aktiviteter gennem BioMar A/S (fiskefoder) og EcoNordic (træpiller). EcoNordic blev solgt til Statoil i 2003 og Biomar til Schouw & Co i 2005.

## Historie
I begyndelsen af 1900-tallet indtrådte store ændringer i handlen med korn som følge af industrialiseringen, der medførte ændringer af bl.a. mulighederne for transport og logistik og derved også størrelsen af fabrikkerne. Udviklingen gik mod større virksomheder, øget konkurrence og mindre personafhængighed mellem den enkelte kornhandler og bonde. På baggrund heraf besluttede 12 kornhandlere i Østjylland den 2. juni 1896 at lægge deres virksomheder sammen til et nyt selskab Korn- og Foderstof Kompagniet. Selskabets stiftede var blandt de mest velhavende og indflydelsesrige erhvervsfolk i Jylland, og talte bl.a. Hans Broge, Otto Mønsted og Harboe Meulengracht fra Aarhus og Johan Ankerstjerne fra Randers.
Selskabet blev i første omgang drevet som et interessentskab, men blev i 1913 omdannet til aktieselskab, der blev noteret på Københavns fondsbørs. Selskabet voksede i første del af 1900-tallet og åbnede filialer i flere danske byer.
I løbet af 1950'erne og 1960'erne medførte den teknologiske udvikling og en skærpet konkurrencesituation, at grovvareselskaberne måtte foretage investeringer i produktionsanlæg, ligesom der opstod en konsolidering i branchen. De stigende krav medførte, at KFK i 1965 lod den norske virksomhed Norsk Hydro indgå som strategisk aktionær i selskabet. Branchens konsolidering fik de mange andelsselskaber indenfor grovvaresektoren til i 1969 at slå sig sammen i Dansk Landbrugs Grovvareselskab (DLG), ligesom en anden konkurrent, Superfos, i 1975 forgæves forsøgte at overtage KFK. Superfos' overtagelsesforsøg medførte, at KFK måtte søge ly hos Norsk Hydro, der øgede sin ejerandel af KFK til 49% og derved opnåede meget betydelig indflydelse i selskabet. Norsk Hydro øgede senere ejerandelen og opnåede aktiemajoriteten i selskabet.
Den skærpede konkurrencesituation indenfor grovvarebranchen fik KFK til at søge nye forretningsområder, og i 1980'erne begyndte virksomheden at handle med fiskefoder og med hobbyfoder. KFK forsøgte i 1980'erne at opkøbe den mindre konkurrent Peder P. Hedegaard i et af danmarkshistoriens første fjendtlige overtagelsesforsøg, men forsøget mislykkedes.
I 2002 blev KFK sat til salg af Norsk Hydro, og et konsortium af otte virksomheder ledet af Dansk Landbrugs Grovvareselskab (DLG) købte alle aktiviteterne knyttet til landbruget. Den resterende virksomhed blev omdøbt til Treka A/S, der ejede to datterselskaber: BioMar A/S, der producerede fiskefoder og EcoNordic A/S, der producerede træpiller. EcoNordic blev i 2003 solgt til Statoil og i 2005 blev aktiemajoriteten i BioMar A/S solgt til Schouw & Co.

## Anlæggene på Aarhus havn
KFK's siloanlæg på Aarhus Havn blev i 1944 kraftigt beskadiget, da en tysk pram lastet med ammunition den 4. juli eksploderede i havnen og forårsagede store ødelæggelser i havnen. Anlægget blev dog genopbygget, og KFK havde således i perioden efter krigen moderne faciliteter. Anlægget blev renoveret og udvidet omkring 1960 med opførelsen af flere nye siloer.
Efter frasalget af KFK’s grovvareaktiviteter i 2002 er de fleste af siloerne revet ned og der er i stedet opført nye bygninger i havnen.